# Асен Даскалов (офицер)
Асен Кръстев Даскалов е български офицер, генерал-майор.

## Биография
Роден е на 22 януари 1891 г. в София. През 1911 г. завършва Военното училище в София, на 22 септември е произведен в чин подпоручик и от същата дата е назначен за командир на взвод в 6-и артилерийски полк. На тази служба е до април 1912 г., като на 1 май е назначен командир на взвод от 4-ти скорострелен артилерийски полк в редовете на който взема участие в Балканската (1912 – 1913) и Междусъюзническата война (1913). На 1 септември 1913 г. е произведен в чин поручик. В междувоенния период от 1914 до 10 септември 1915 г. е адютант в същия полк.
По време на Първата световна война (1912 – 1913) поручик Даскалов е командир на батарея в 14-и артилерийски полк (11 септември 1915 – 1916) и в 8-и артилерийски полк (1917 – 23 октомври 1918). На 30 май 1917 г. е произведен в чин капитан. След края на войната командва батарея от 20-и (24 октомври 1918 – ноември 1918) и 8-и артилерийски полк (декември 1918). През 1919 г. е назначен за началник на стрелбището на Софийският военен арсенал, на която служба е до август 1920 г., след което е командир на батарея в 4-ти артилерийски полк (септември 1920 – 1922), като в периода 1921 – 1922 е адютант на Софийското артилерийско отделение. До март 1923 г. е взводен командир във Военното училище в София. На 15 март 1923 г. е произведен в чин майор.
През април 1923 г. майор Даскалов е назначен за началник на Муниционното отделение в Софийския военен арсенал, на която служба е до август 1924 г. когато е назначен за офицер за изучаване на пункта в Софийския укрепен пункт, през 1925 г. е назначен на същата длъжност в Шуменския укрепен пункт, а от февруари 1927 г. е офицер за изучаване на пунктовете към 4-то артилерийско отделение. На 1 април 1927 г. е произведен в чин подполковник, и през април 1928 г. е назначен за командир на 2-ра батарея от ШЗО, на която служба е до 30 юни 1929 г., когато поема командването на артилерийско отделение в Софийската окръжна жандармерия. През юли 1930 г. е назначен за командир на огнестрелното отделение в 4-то артилерийско отделение, на която служба е до октомври 1933 г., като междувременно на 6 май 1933 г. е произведен в чин полковник.
През ноември 1933 г. полковник Даскалов е назначен за началник на експлоатационното отделение в Държавната военна фабрика, след което от юни 1934 г. е началник на 3-ти армейски артилерийски полк, в периода 23 април 1935 – 10 октомври 1936 г. е инспектор към Щаба на жандармерията на Варненски окръг (началник на артилерийския отдел на 3-та военноинспекционна област) и през ноември 1936 г. е назначен за командир на 8-а пехотна дивизия, на 3 октомври 1938 г. е произведен в чин генерал-майор и през август 1941 г излиза в запас. Умира на 14 август 1976 г. в София. Награждаван е с Орден „За храброст“ 4-та степен, 2-ри клас, Орден „Св. Александър“ 3-та и 4-та степен и Орден „За военна заслуга“.

## Военни звания
- Подпоручик (22 септември 1911)
- Поручик (1 септември 1913)
- Капитан (30 май 1917)
- Майор (15 март 1923)
- Подполковник (1 април 1927)
- Полковник (6 май 1933)
- Генерал-майор (3 октомври 1938)